# Bảo tàng Ký ức và Bản sắc Thánh John Paul II ở Toruń
Bảo tàng Ký ức và Bản sắc Thánh John Paul II ở Toruń (tiếng Ba Lan: Muzeum Pamięć i Tożsamość im. św. Jana Pawła II w Toruniu) là một bảo tàng lịch sử của Ba Lan đang được xây dựng, sẽ nằm ở phía Tây của thành phố, trong quận Starotoruńskie Przedmieście, tọa lạc tại số 3 Phố Droga Starotoruńska, Toruń, Ba Lan.
Phương châm hoạt động của Bảo tàng Ký ức và Bản sắc Thánh John Paul II ở Toruń là thu thập và giới thiệu các hiện vật và kỷ vật có liên quan đến lịch sử của Ba Lan từ nguồn gốc Cơ Đốc giáo của quốc gia này cho đến ngày nay. Ngoài ra, sự hoạt động của Bảo tàng Ký ức và Bản sắc Thánh John Paul II cũng sẽ thúc đẩy lịch sử của Ba Lan, nuôi dưỡng các ý tưởng về tự do và đoàn kết cả trong phạm vi trong nước và quốc tế.

## Lịch sử
Bảo tàng Ký ức và Bản sắc Thánh John Paul II ở Toruń được thành lập vào ngày 2 tháng 7 năm 2018 theo khởi xướng của Quỹ Lux Veritatis và Cha Tadeusz Rydzyk. Việc xây dựng trụ sở của Bảo tàng ở Phố Droga Starotoruńska bắt đầu từ mùa xuân năm 2019, và dự kiến hoàn thành vào năm 2020.
Bảo tàng Ký ức và Bản sắc Thánh John Paul II ở Toruń được Quỹ Lux Veritatis và Bộ trưởng Bộ Văn hóa và Di sản Quốc gia đồng tổ chức.